# Птерозаври
Птерозаврите (Pterosauria) са разред летящи влечуги, единствени в надразред Pterosauromorpha. Те са първите летящи гръбначни животни. Поначало дребни и опашати (ринфоринхоиди), по-късно те еволюират до големите безопашати птеродактили. Към края на съществуването в тази група се появяват най-едрите летящи животни, достигащи размах на крилата до 12 m.
Предполага се, че птеродактилите са били изместени от птиците, които благодарение на перата си по-бързо могат да се адаптират към промени в средата.

## Класификация
Надразред †Pterosauromorpha
- Разред †Птерозаври
  - Подразред †Pterodactyloidea Plieninger, 1901
    - Надсемейство †Azhdarchoidea Nesov, 1984
      - Семейство †Azhdarchidae Nesov, 1984
      - Семейство †Tapejaridae Kellner, 1989

    - Надсемейство †Ctenochasmatoidea Nopsca, 1928
      - Семейство †Ctenochasmatidae Nopsca, 1928
      - Семейство †Pterodactylidae Meyer, 1830

    - Надсемейство †Dsungaripteroidea Young, 1964
      - Семейство †Dsungaripteridae Young, 1964

    - Надсемейство †Ornithocheiroidea Seeley, 1870
      - Семейство †Istiodactylidae Howse, Milner & Martill, 2001
      - Семейство †Nyctosauridae Nicholson & Lydekker, 1889
      - Семейство †Ornithocheiridae Seeley, 1870
      - Семейство †Pteranodontidae Marsh, 1876

  - Подразред †Rhamphorhynchoidea Plieninger, 1901
    - Семейство †Anurognathidae Nopcsa, 1928
    - Семейство †Campylognathoididae Kuhn, 1967
    - Семейство †Rhamphorhynchidae Seeley, 1870